# Región Autónoma del Atlántico Norte
A Región Autónoma del Atlántico Norte Nicaragua két autonom régiójának egyike. Fővárosa Puerto Cabezas.

## Földrajz
Az ország északkeleti részén található. Északkeleti csücskében található az ország szárazföldi részének legkeletebbi pontja, a Gracias a Dios-fok.
Területén 7 község osztozik:
1. Bonanza
2. Prinzapolka
3. Puerto Cabezas
4. Rosita
5. Siuna
6. Waslala
7. Waspam